# Кекавмен
Кекавме́н (греч. Κεκαυμένος; около 1020 — после 1081) — византийский писатель, известный как автор «Стратегикона», руководства по военному искусству.

## Биография
Он происходил из армянского рода, его предки перешли на службу Византии в конце X века. Они владели имением в Лариссе (Фессалия). Его дед по отцу, Кекавмен, был армянином, дед по матери, Димитрий Полемарх, происходил из Болгарии. Писатель родился около 1020–1024 гг. в Лариссе. Он стал полководцем. Летом 1041 года он участвовал в подавлении восстания Петра Деляна, был очевидцем свержения императора Михаила V (21 апр. 1042), а между 1042 и 1075 гг. занимал некую должность в Элладе. Вероятно, в конце жизни Кекавмен оставил службу и посвятил себя литературной деятельности.

## Произведения
Произведение Кекавмена является ценнейшим источником сведений о культуре византийского общества XI века. В нем отразились религиозные, этические, общественно-политические взгляды автора. Он отражает мнение среды, в которой существует. В центре жизни, по мнению Кекавмена, находится семья, которую необходимо защищать от враждебного внешнего мира. Он критически отзывался о политике императоров середины XI века, как недостаточно опиравшихся на военную аристократию. Автор трактата ценил независимость от императорской власти. Кекавмен не отождествлял родовитость и личные достоинства человека, выдвигая на первый план не происхождение, а положение человека в государственной иерархии, как отражение его личных способностей — эта его идея близка к понятию «репутация». Автор трактата, судя по высказываниям о «божественном всеведении», был весьма религиозен, но несведущ в богословии, так как Писание воспринимал, в основном, как источник практических советов. В то же время он считал необходимым ежедневно посещать церковные службы, полагая, что участие в Литургии поддерживает земное существование человека и делает его «рабом в доме Божием». Бог в рассуждениях автора постоянно присутствует как некая «вершина миропорядка», а император является «богом» на земле.
Кекавмен является автором так называемых «Советов и рассказов» — важного источника по истории XI века (единственная рукопись хранится в Государственном историческом музее в Москве). В этой рукописи он писал, что Аральт был сыном василевса некой «Варангии» и у него был брат Юлав. Но на самом деле норвежский принц Гаральд Суровый (1015—1066) был сыном не норвежского короля, а знатного норвежца Сигурда Сира (ум. в 1015 году), а Олаф Дигри (король Норвегии с 1015 года по 1028 год) был его братом только по материнской линии.
Сочинения Кекавмена — новый жанр византийской светской литературы, объединяющий назидательные истории с житейскими советами. «Дейл Карнеги средневековья», он является создателем теории общения, тесно связанной с практической жизнью, разработавшим собственную концепцию бесконфликтного и успешного общения. Разработал подходы по самосовершенствованию, навыкам эффективного общения, выступления и другие.